# Croix A35/A36
Das Croix A35/A36 (oder: Croix de Mulhouse) ist ein Autobahnkreuz im Elsass, das sich östlich von Mülhausen im Elsass (Département Haut-Rhin) befindet. Hier kreuzt sich die Autoroute A35 mit der Autoroute A36.

## Lage und Bauform
Das Kreuz befindet sich nahe dem Dorf Sausheim. Die nächstgelegene Großstadt ist Mülhausen. Das Dreieck befindet sich etwa 20 km nördlich von Basel, etwa 8 km westlich von Ottmarsheim, etwa 25 km südlich von Colmar und an der Stadtgrenze von Mülhausen. Unmittelbar südöstlich des Kreuzes liegt ein Peugeotwerk.
Die Bauform des Kreuzes ist ein modifiziertes Kleeblatt mit Tangentialrampen. Es gibt eine durchgängige Ost-West bzw. West-Ost Fahrbahn der A36. Um die A35 in Nord-Süd bzw. Süd-Nord-Richtung zu befahren, muss abgebogen werden, da die Hauptfahrbahn der A35 in nördlicher Richtung, ebenso wie die Hauptfahrbahn der A35 in südlicher Richtung in die A36 in westlicher Richtung mündet. Hierzu wird die A36 durch zwei sehr hohe und lange Brücken überwunden. Die A35 führt aber über zwei Rampen, welche die A36 in einem zentralen Brückenbauwerk kreuzen. Außerdem kann man hier auf westlichen Fahrbahnseite aus oder in Richtung Ottmarsheim abbiegen. Alle Abbiegespuren in oder aus Richtung Ottmarsheim sind einspurig, alle Abbiegespuren in Richtung Mulhouse zweispurig ausgeführt.
|                                       | (32) Sausheim Richtung Meyenheim  |                                       |
| (20) Mülhausen-Ost Richtung Mülhausen |                                   | (21) Baldersheim Richtung Deutschland |
|                                       | (33) Rixheim Richtung Saint-Louis |                                       |